# Nasa victorii
Nasa victorii är en brännreveväxtart som beskrevs av Weigend. Nasa victorii ingår i släktet färgkronor, och familjen brännreveväxter. Inga underarter finns listade i Catalogue of Life.